# Evangelický kostel svaté Trojice (Zvolen)
Evangelický kostel svaté Trojice na Náměstí Slovenského národního povstání ve Zvolenu na Slovensku je neogotickou stavbou. Původní chrám z roku 1795 byl jednoduchou stavbou, avšak v roce 1922 byla dokončena přestavba kostela v neogotickém slohu.

## Historie
Původní jednoduchý kostel vznikl přestavěním evangelíky zakoupeného Bossaniovského měšťanského domu. Kostel byl dokončen roku 1785. Věž byla přistavěna později v letech 1856–1857 a postavil ji František Mikš z Tuhár. V letech 1830–1832 bydlel na v malém domku na dvoře fary u kostela kněz Karol Kuzmány. V letech 1921–1922 byl kostel přestavěn v novogotickém slohu  Slovensko českou účastinnou stavebnou spoločnosťou z Banské Bystrice.

## Interiér a zařízení kostela
Dobové interiérové zařízení kostela má nádech secesního dekoru. 

Socha Krista na oltáři a reliéf poslední večeře jsou dílem Jana Urbana z Olomouce. 

Varhany jsou vyrobeny firmou Rieger z Krnova. 

Kostelní lavice jsou ze Zvolenské dílny Samuela Figuscha. 

Historicky cennými předměty jsou i staré kalichy a Patena na Večeři Páně z 18. století.

## Galerie

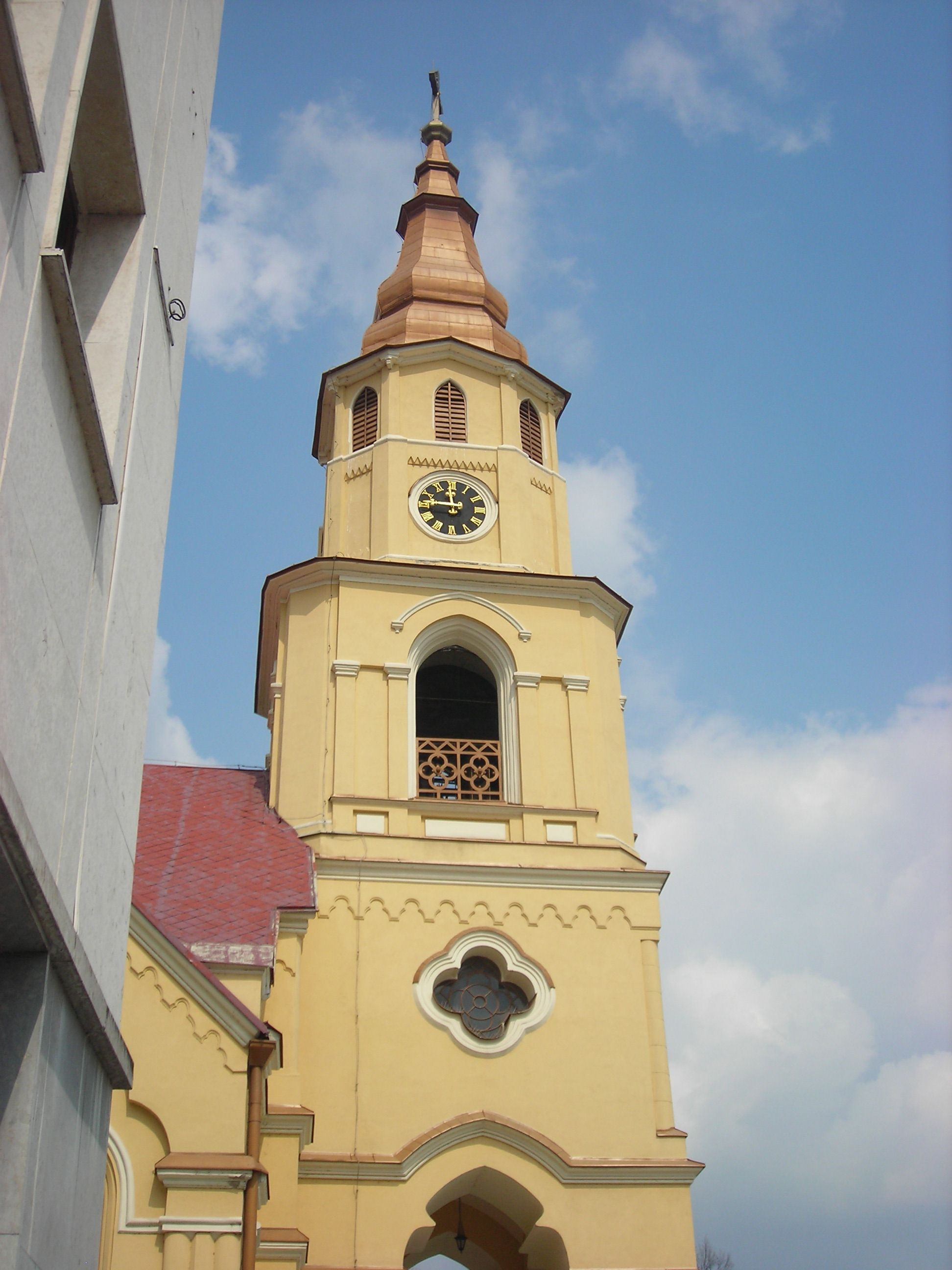
Věž kostela s. Trojice
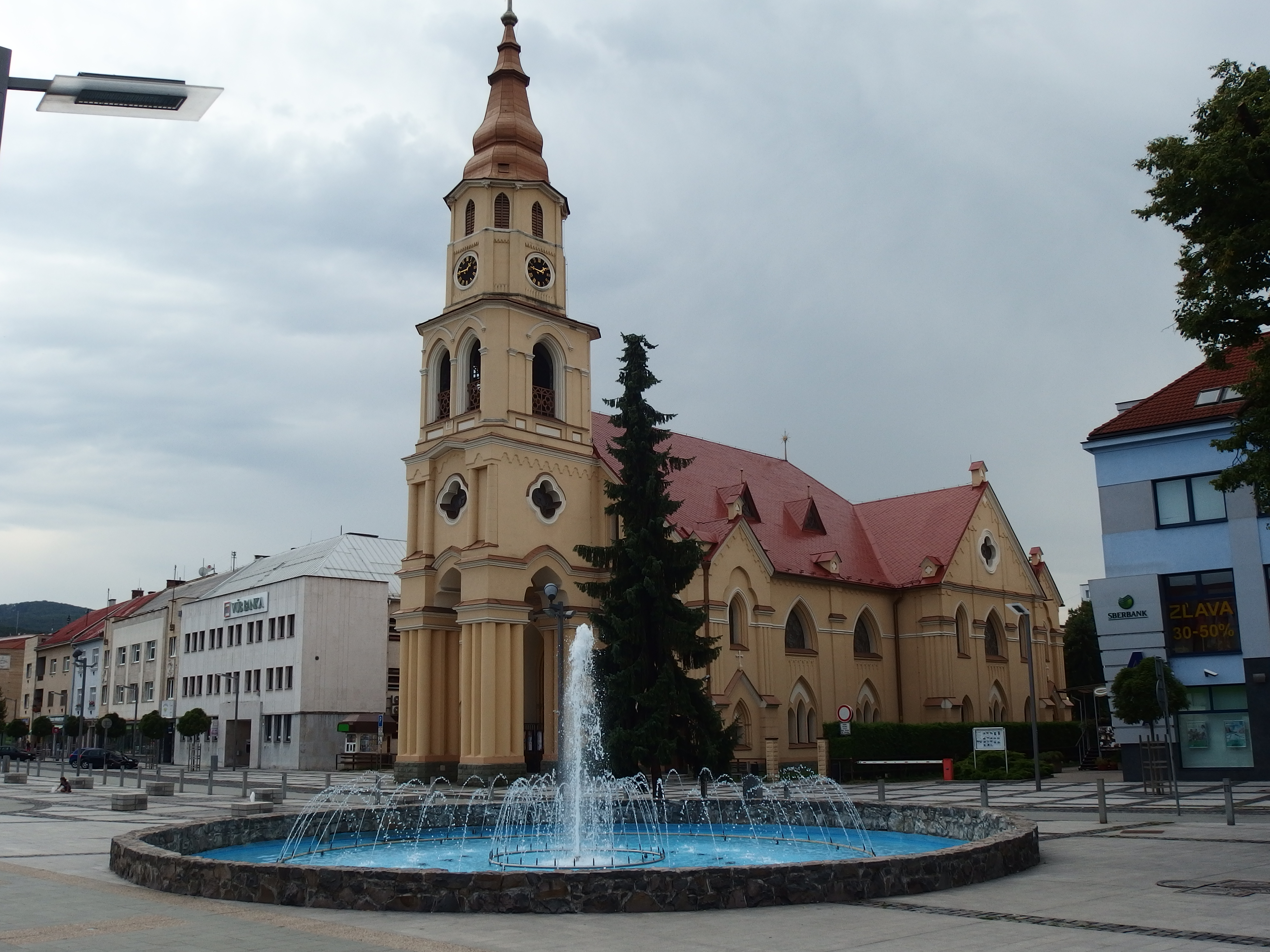
Pohled ze severu
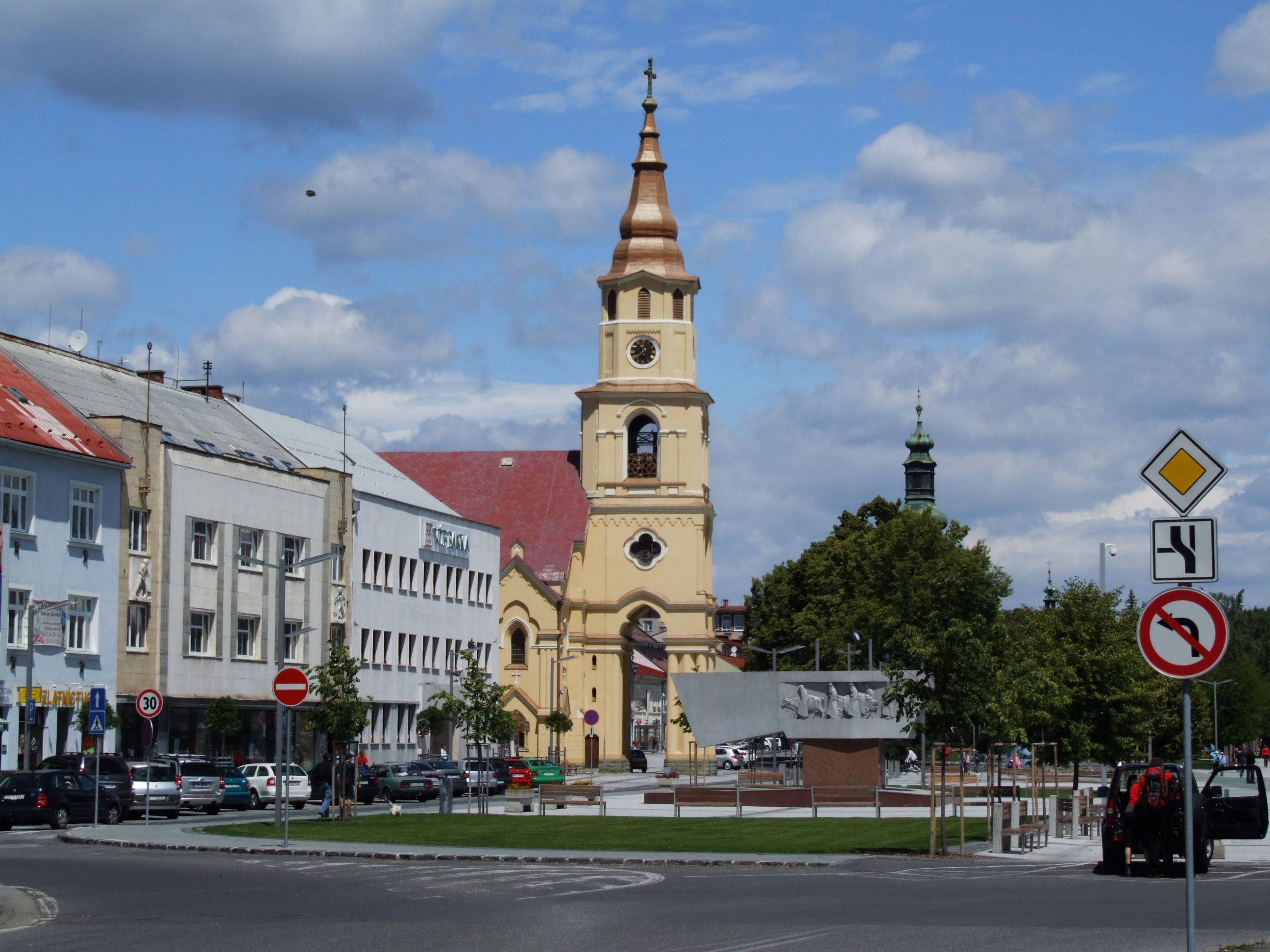
Pohled od hotelu Poľana
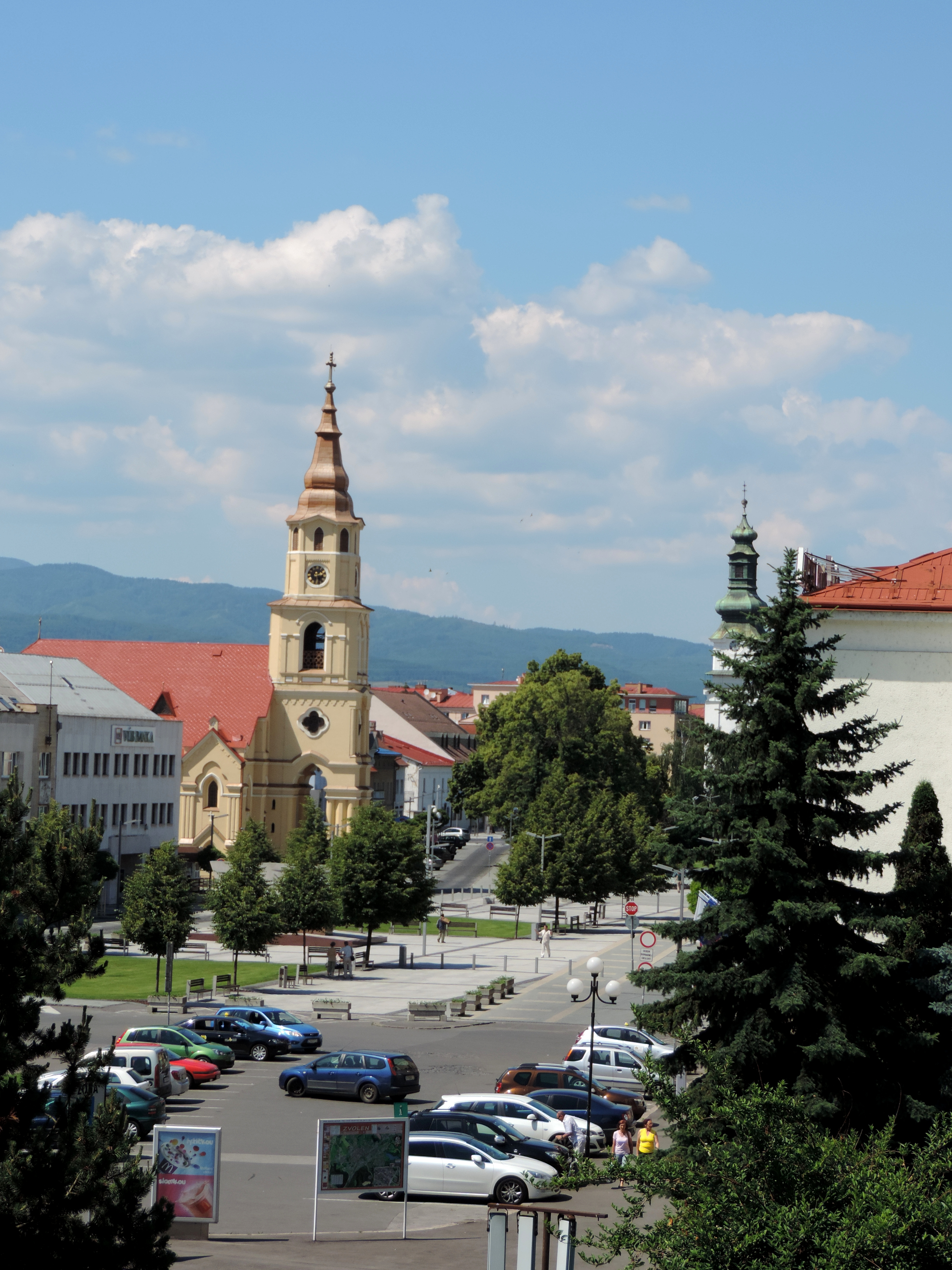
Pohled od Zvolenského zámku